# どよーDA!
どよーDA!（どよーだ）は、山口放送 (KRY) ラジオで放送されているラジオ番組。

## 概要
2021年3月29日からのKRYラジオ自社製作番組の全面リニューアルに伴い、1984年から放送していた土曜日午前のワイド番組『（土曜いい朝おはようワイド→）DO!ASA』の後継番組としてスタートした。9時台はニュースと週替わりゲストのコラム、10時台はスポーツ、11時台は企画コーナーと放送時に合わせた内容で放送される。
パーソナリティの武藤ひさこはこれが初のラジオ番組担当で、武藤の“ポンコツ”ぶりにベテランアナウンサーの竹重雅則が熱く指導しながらツッコミを入れるという形のトークが好評を博しており、爆笑問題の日曜サンデー（TBSラジオ）内の企画『爆笑問題 presents 全日本ラジオ新番組選手権2021』のグランプリを受賞したことで県外のリスナーも多いという。
また「全日本ラジオ新番組選手権」で上位に入った『沖野綾亜のチルドキ!!』（RBCiラジオ）と『ほめ×ほめナイト』（RKBラジオ）とはパーソナリティを当番組11時台にゲストとして招いたほか、2022年7月29日には『おとなりさん』（文化放送）に竹重と武藤が出演するなど、局の垣根を越えた他番組とのコラボレーション企画を多く実施している。

## 出演
メインパーソナリティ
- 竹重雅則
- 武藤ひさこ

今週のご常連（週替わりゲスト、下記のうち1名が出演）
- 河村晴美 (パワハラ対策専門家、自称「叱りの達人」。下関市出身)
- 時田啓光 (合格舎代表、自称「東大合格請負人」。下関市出身)
- 部坂尚吾 (スタイリスト、江東衣裳代表。宇部市生まれ)
- 藤井青銅 (放送作家、「オフィスDEM」代表。下関市出身)

非常勤ご常連（土曜日が5週あるとき、第4週に下記のうち1名が出演）
- 右田圭司 (日本伝統濁酒研究所代表取締役、「お酒の達人」。防府市出身)
- 室積光（俳優・作家。光市出身）

コメンテーター
- 林晃平（KRYサッカー解説者、「週末版ジャンプアップレノファ」に準レギュラー出演）

## タイムテーブル
- 09:00　オープニング
- 09:10　今週のご常連(ゲストコーナー)
- 09:35　道路交通情報
- 09:40　山口今週の110番
- 09:50　花見さんの星占い
- 09:55　KRYニュース・天気予報
- 10:00　スポーツDA!
- 10:20　マルキュウ・アルクこだわり情報
- 10:25　道路交通情報
- 10:30　週末版ジャンプアップレノファ
- 10:55　中国新聞ニュース
- 11:00　教えて!ひさ子先生
- 11:05　ブレイクタイム
- 11:10　ひさコレorゲストコーナー(隔週)
- 11:30　道路交通情報
- 11:55　エンディング